# روستورف
روستورف (به آلمانی: Rüstorf) یک منطقهٔ مسکونی در اتریش است که در ناحیه وکلابروک واقع شده‌است. روستورف ۱۴ کیلومتر مربع مساحت دارد ۳۸۷ متر بالاتر از سطح دریا واقع شده‌است.